# Всероссийский национальный центр
Всеросси́йский национа́льный центр (Национа́льный центр; аббревиатура — ВНЦ) — антибольшевистская надпартийная организация, существовавшая в 1918—1920 годах. Свою деятельность ВНЦ осуществлял, в том числе, в условиях подполья на территориях, контролируемых советской властью.

## История существования

### Возникновение, география и социальный состав
Национальный центр был образован в мае-июне 1918 года в Москве. Отделения Национального центра были созданы в Петрограде, Киеве, Одессе, Новороссийске, Таганроге, Ростове-на-Дону, Харькове, Баку, Батуме, Тифлисе, Кисловодске, Симферополе. На Урале и в Сибири действовал филиал ВНЦ — Национальный союз, имевший свои отделения в Перми, Шадринске, Тагиле, Омске, Новониколаевске, Семипалатинске и Барнауле. Общая численность ВНЦ составляла несколько тысяч человек, в том числе до 800 кадровых офицеров.
В состав Национального центра вошли представители торгово-промышленных кругов (П. П. Рябушинский, М. М. Фёдоров, Д. В. Сироткин и др.), активисты ряда всероссийских и местных антисоветских организаций (в частности, Правого центра, Союза возрождения России, Совета государственного объединения России, Совета общественных деятелей). Многие члены Национального центра ранее принадлежали к правому крылу Кадетской партии, некоторые были октябристами.
Летом 1918 года лидеры московского Национального центра Н. И. Астров, М. М. Фёдоров, В. А. Степанов выехали из Москвы в Екатеринодар (через Киев и Одессу) в Добровольческую армию генерала А. И. Деникина, где вошли в Особое совещание при Главкоме ВСЮР. Численность екатеринодарской ячейки составляла до 100 чел., в том числе 27 кадетов.
В Сибири в Российское правительство адмирала Колчака входил член Национального центра В. Н. Пепеляев, а позднее прибывшие с Юга России П. А. Бурышкин, С. Н. Третьяков, А. А. Червен-Водали.
Представители центра принимали участие в работе нескольких координационных структур и совещаний Белого движения: Ясском совещании, Русском политическом совещании, Русском комитете, Блоке четырнадцати.
Национальный центр поддерживал белое военное командование везде, где возникала вооружённая борьба с большевиками. В частности, московское отделение Национального центра («политическая комиссия») готовило вооружённое восстание в Москве, начало которого было приурочено к падению Тулы.

### Ликвидация петроградского отделения
В июне 1919 года сотрудниками Петроградской ЧК была ликвидирована группа бывших офицеров царской армии, военных специалистов РККА, которые совместно с петроградским отделением центра подняли восстание в фортах «Красная Горка» и «Серая лошадь», а также подготавливали восстание в Кронштадте (т. н. «Дело начальника штаба Кронштадтской крепости А. Ю. Рыбалтовского»).
12-13 и 15-16 июня 1919 года ВЧК провела масштабные операции, в которых было задействовано около 15 тыс. красноармейцев и коммунистов и практически весь личный состав петроградской ЧК. После операции, в июне-сентябре 1919 года было практически полностью ликвидировано отделение петроградского Национального центра, в ходе проведённых обысков было изъято 6626 винтовок, 644 револьвера, 141 895 патронов, несколько пулемётов, ручные гранаты и взрывчатка.
Были арестованы руководители петроградского отделения: В. И. Штейнингер («ВИК»); генералы М. М. Махов («Махров») и И. Дмитриев, князь М. Оболенский. Также расследованием было установлено, что в обмен на предоставление разведывательной информации руководство Национального центра получало до 500 тыс. рублей в месяц от агента английской разведки Поля Дюкса (СТ-25) и его помощницы Н. В. Петровской.
22 августа 1919 года заместитель председателя Особого отдела ВЧК И. П. Павлуновский представил В. И. Ленину докладную записку о деятельности Национального центра.

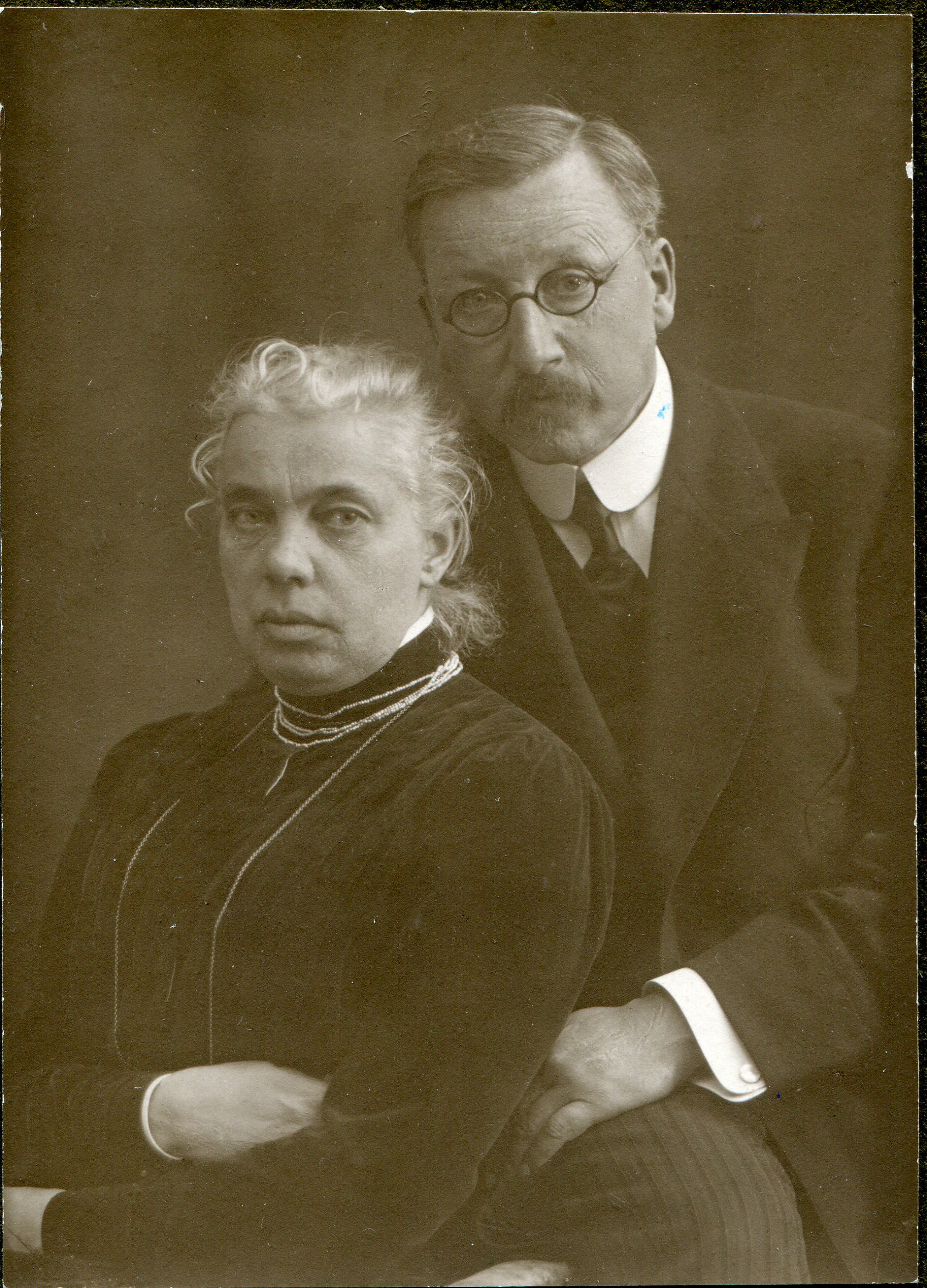
Основатели Алфёровской гимназии А. С. и А. Д. Алфёровы

### Ликвидация московского отделения
В августе-сентябре 1919 года сотрудниками ВЧК было ликвидировано московское отделение Национального центра, в руководство которого входили деятели партии кадетов Н. Н. Щепкин, А. Д. Алфёров, Н. А. Огородников и А. А. Волков; деятель Партии народных социалистов В. В. Волк-Карачевский; генерал С. А. Кузнецов (возглавлявший оперативный отдел Главного штаба РККА), генерал Н. Н. Стогов, подполковник В. В. Ступин, начальник артиллерийских курсов В. А. Миллер, окружной инспектор Всевобуча П. М. Мартынов и другие.
23 сентября 1919 года ВЧК опубликовала обращение «Ко всем гражданам Советской России!», в котором сообщалось о раскрытии контрреволюционной организации «Национальный центр» и о том, что ВЧК были расстреляны: член ЦК партии кадетов Н. Н. Щепкин, А. Д. Алфёров и его жена Александра Самсоновна Алфёрова, супруга и сын успевшего скрыться генерала Н. Н. Стогова, Н. А. Огородников и другие.

### Последующие аресты и расстрелы
Аресты не ограничились ликвидацией Петроградского и Московского центров ВНЦ. В частности, 1 августа 1919 на основании перехваченного письма и показаний В. И. Штейнингера в Петрограде были арестованы А. А. Куропаткин и его друг Г. Н. ван дер Ховен, живший в городе нелегально под именем «Гавриил Храпов». Оба были расстреляны в начале 1920 года. Решением начальника отдела реабилитации 7 управления Главной Военной прокуратуры от 22 ноября 2000 года Куропаткин и ван дер Ховен реабилитированы, как не признавшие вину при отсутствии каких-либо доказательств со стороны обвинения. Тем же решением реабилитирован С. А. Князьков и Г. В. Шварц, проходившие соответственно по делу Петроградского и Московского отделов Национального центра.